# 1872 en Lorraine
Chronologie de la Lorraine
- 1868
- 1869
- 1870
- 1871
- 1872
- 1873
- 1874
- 1875
- 1876

Cette page est une liste d'événements qui se sont produits durant l'année 1872 en Lorraine.

## Éléments de contexte
- À la suite de l'annexion de l'Alsace-Moselle, les facultés de Médecine et de pharmacie sont transférées de Strasbourg à Nancy, de même que les chaires d'histoire et de littérature, Nancy devient une ville universitaire de premier plan en devenant la seule ville de province dotée de 5 facultés[1].
- Dupont et Dreyfus déplace leur usine sidérurgique d'Ars-sur-Moselle à Pompey[1].
- La population de la ville de Nancy va passer de 52 978 habitants en 1872 à 108 432 en 1911[2].

## Événements

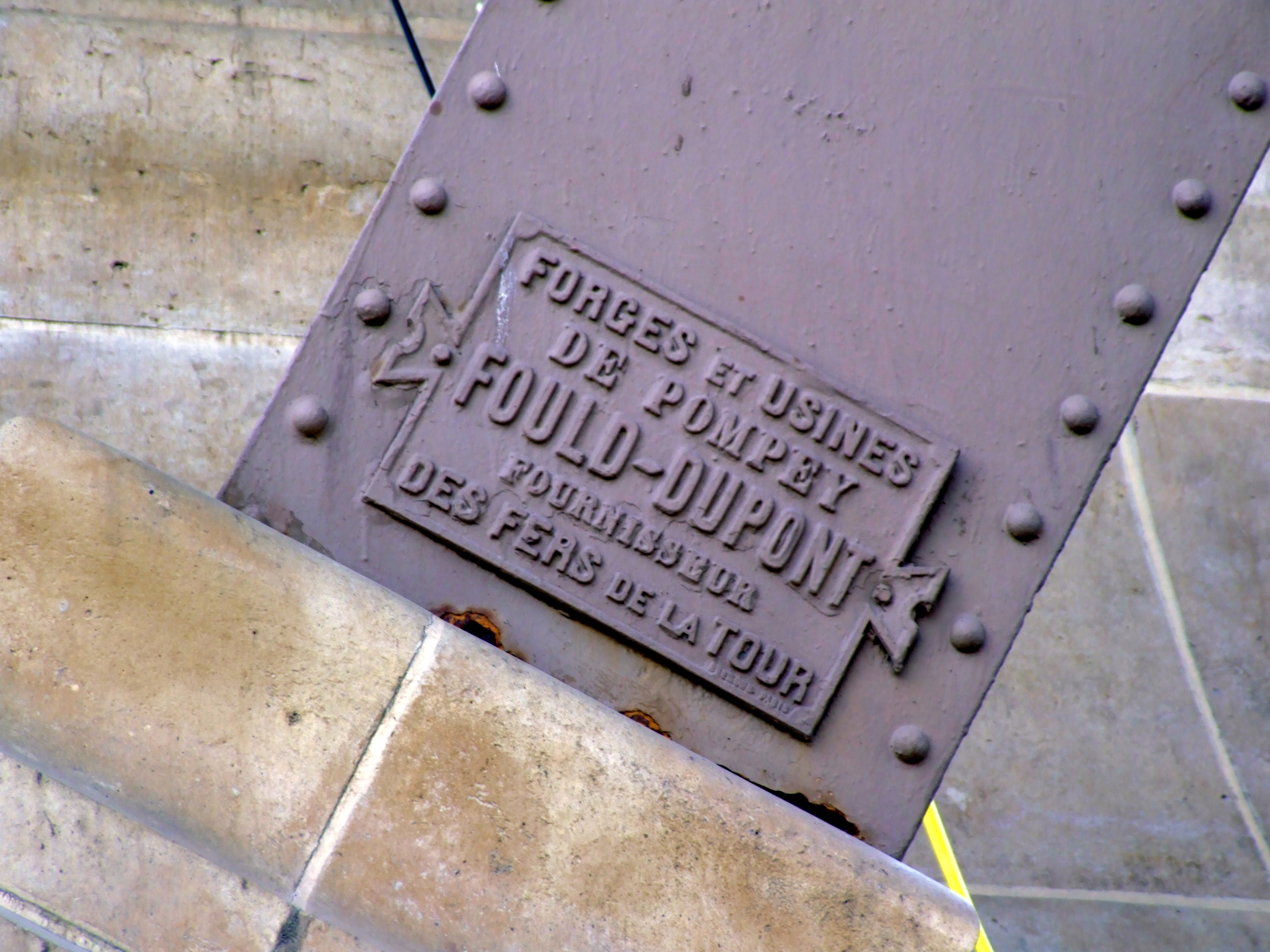
Plaque au pied de la tour Eiffel : Forges et Usines de Pompey, Fould-Dupont fournisseur, Des Fers de la Tour

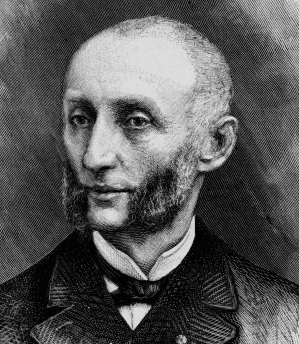
Jules Méline en 1898

- Mise en service de la section Château-Salins - Sarralbe de la ligne de chemin de fer Nancy-Sarreguemines[3]
- Ouverture de la Mine de Maron Val de Fer[4].
- Création de la Société des Hauts Fourneaux, Forges et Aciéries de Pompey, société sidérurgique française[5]. Auguste Dupont et Alphonse Fould décident, en 1872, de construire à Pompey l'usine qui devait remplacer les Forges d'Ars-sur-Moselle, vendues en 1873.
- Création de la Société Métallurgique de la Haute-Moselle[6], exploitant la Mine du Val de Fer, par De Lespinats et dix-sept autres administrateurs. De Lespinats fixe son choix sur Neuves-Maisons car cette commune se situe à l'intersection de deux lignes de transport (voies ferrées et fluviales) importantes à des titres divers au point de vue industriel.
- Création de la Blanchisserie et teinturerie de Thaon, à Thaon-les-Vosges.
- Jules Méline est élu député des Vosges. Il siègera jusqu'en 1903 (étiqueté « opportuniste », selon un célèbre dictionnaire encyclopédique, il appartient successivement aux groupes Union républicaine, Gauche républicaine, Républicains progressistes[7])
- 6 septembre : fondation de la loge Alsace-Lorraine, loge maçonnique du Grand Orient de France active à la fin du XIXe siècle[8].
- 1 octobre : expiration du délai d'option pour les habitants des territoires annexés, ceux qui ne les ont pas quitté deviennent allemands [1],[9]. La mise en application du service militaire allemand le 1er octobre accélère l’exode des jeunes[10]. Le délai étant fixé au 30 septembre 1873 pour les habitants des territoires extra-européens[11].
- 24 novembre : le peintre verrier Charles Maréchal quitte Metz pour fonder l'atelier de Salvanges à Bar le Duc[12].

## Naissances

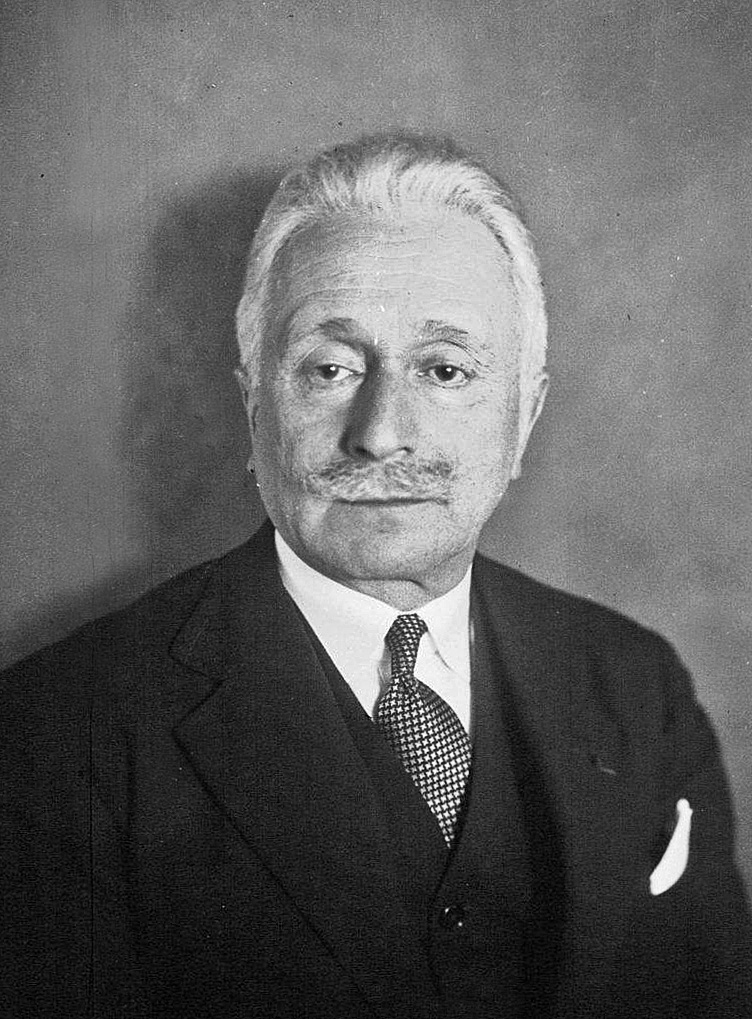
Camille Picard

- Karl Griebel (né en 1872 à Thionville et mort en 1922), architecte allemand qui a construit principalement des bâtiments résidentiels et commerciaux dans sa Lorraine natale.
- 7 janvier à Baccarat : Michel-Auguste Colle, mort le 15 septembre 1949 à Batz-sur-Mer (Loire-Atlantique), peintre français
- 4 mars à Metz : Louis Forest, pseudonyme de Louis Nathan[13], mort le 30 juillet 1933 à Paris[14], est un politicien, journaliste, essayiste, dramaturge et romancier français.
- 5 mars à Macheren : Joseph Marie-Pierre Théophile Thirion, missionnaire et collecteur botanique français, né le 5 mars 1872 à Macheren, décédé le 8 août 1919 à Tinfan, en Chine, province de Guizhou.
- 20 mars à Nancy : Émile Claude Toussaint, mort pour la France le 20 août 1914 lors de la bataille de Morhange, est un architecte français du mouvement Art nouveau.
- 31 mars, à Toul : Charles Fringant, homme politique français décédé le 20 mai 1949 à Toul.
- 7 avril à Épinal : Paul Testart, photographe, libraire, imprimeur et éditeur de cartes postales, mort dans la même ville le 4 mars 1961.
- 29 avril à Dompcevrin dans la Meuse : Marie Léon Arthur Mirouel, homme politique français décédé le 6 août 1951.
- 30 avril à Mirecourt : Émile François Ouchard, mort le 27 février 1951 dans la même ville, archetier français.
- 10 mai, :
  - à Épinal : Marcel Mauss, mort le 11 février 1950 (à 77 ans) à Paris[15], généralement considéré comme le « père de l'anthropologie française[16] ».
  - à Vallières-lès-Metz : Jean-Pierre Jean[17], politique français.
- 24 mai à Raon-l'Étape : Charles Sadoul, mort à Nancy le 15 décembre 1930, écrivain et un ethnologue lorrain. Il est le fondateur de plusieurs périodiques régionaux, Le Pays lorrain en 1904[18] et La Revue lorraine illustrée en 1906[19]. Il fut également conseiller général du canton de Raon-l'Étape de 1919 à son décès et conservateur du Musée lorrain à partir du 2 décembre 1910[19].
- 7 juin à Metz : Alfred Lévy (décédé en 1965 à Nancy), peintre aquarelliste[20] français. Décorateur en chef de l'entreprise Majorelle, il s'illustra dans le style Art déco.
- 10 juin, Nancy : Gustav von Bartenwerffer [21] 8 janvier 1947), général allemand, actif durant la Seconde Guerre mondiale. Député au Reichstag en 1928[22], il sera réélu en 1932 et 1933[23].
- 17 juillet à Nancy : Jules Rais (né Jules Salomon Cahen, mort en déportation le 30 novembre 1943 à Auschwitz) est un écrivain, critique d'art et traducteur français. Il utilisa également le pseudonyme Jules Nathan.
- 18 juillet à Nancy : Rose Wild, morte le 1er mars 1904 à Villey-le-Sec,  peintre, dessinatrice et verrière française.
- 12 août à Saint-Remy (Vosges) : Édouard Husson (1872-1958) mathématicien français.
- 21 août à Lamarche (Vosges) : Camille Picard, homme politique français mort le 5 décembre 1941 (à 69 ans) à Béziers (Hérault).
- 30 août à Nancy : Camille Gutton, physicien français, mort à Saint-Nom-la-Bretèche (Yvelines) le 19  août 1963, consacra toute sa vie à la science, alors nouvelle, de la radioélectricité et compta, dans la période 1920-1940, parmi la quinzaine de personnes qui constituèrent le « groupe central » de la Physique française.
- 14 septembre à Dun-sur-Meuse : Laura Leroux-Revault, née Maria Laura Desiderata Le Roux, morte en juin 1936 à Auzéville, artiste peintre française.
- 15 septembre à Nancy : Clément Drioton, décédé à Troyes le 13 septembre 1934[24],[25]) , spéléologue français.
- 24 octobre à l'Hôpital : Jean Labach, décédé le 25 octobre 1962, à L'Hôpital, homme politique français de la IIIe République. Il fut député de la Moselle de 1928 à 1932[26].
- 15 novembre à Sandaucourt : Charles Errard[27], mort en 1958, général de corps d'armée français de l'entre-deux-guerres.
- 19 novembre à Gérardmer : Paul Cuny, mort le 3 juin 1925 à Paris, industriel du textile vosgien et homme politique de la Troisième République, qui fut député d'Épinal.

## Décès
- 15 février à Nancy : Charles Louis Moreau, homme politique français né le 3 mars 1789 à Bar-le-Duc (Meuse).
- 14 mars à Sablon (Moselle) : Nicolas Totain, homme politique français né le 9 septembre 1790 à Inverville (Manche).